# ويليام أوكونور
ويليام أوكونور (بالإنجليزية: William O'Connor)‏ هو سياسي أسترالي، ولد في 29 سبتمبر 1910، وتوفي في 18 سبتمبر 1987. حزبياً، نشط في حزب العمال الأسترالي. وقد انتخب عضو مجلس النواب الأسترالي عن دائرة Division of Dalley ‏ (10 ديسمبر 1955 – 29 سبتمبر 1969) وانتخب عضو مجلس النواب الأسترالي عن دائرة Division of Martin ‏ (10 ديسمبر 1949 – 10 ديسمبر 1955) وانتخب عضو مجلس النواب الأسترالي عن دائرة Division of West Sydney ‏ (28 سبتمبر 1946 – 10 ديسمبر 1949).